# 風のうた
「風のうた」（かぜのうた）は、本田美奈子の23枚目のシングル。

## 内容
- 前作「shining eyes」以来3年4ヶ月ぶりのシングルである。マーベラスレーベルから発売された初の作品で、本人にとって最後の8cmシングルとなった。
- 1999年放送のテレビアニメ『HUNTER×HUNTER』第1期エンディングテーマに起用された。この後本田は暫くこのようなアニメやゲームのタイアップソングを歌うことが多くなった。同年12月22日発売のサウンドトラック・アルバム『ハンター×ハンター オリジナル・サウンドトラックVol.1』にフルサイズで収録されている[2]。
- 長い間廃盤でアルバム未収録という入手困難な状況にあったが、本田の逝去後にマーベラスエンターテイメントより1作目のアルバム『I LOVE YOU』に2曲とも収録された。

## 収録曲
（全作詞：うえのけいこ / 作曲・編曲：佐橋俊彦）
1. 風のうた
  - フジテレビ系アニメ『HUNTER×HUNTER』第1期エンディングテーマ
2. 晴れた空お天気
3. 風のうた（inst.）
4. 晴れた空 お天気（inst.）